# Верин-Двин
Верин-Двин (арм. Վերին Դվին) — село в Араратской области Армении. Основано в 1873 году.

## География
Село расположено в западной части марза, при автодороге , на расстоянии 10 километров к северу от города Арташат, административного центра области. Абсолютная высота — 950 метров над уровнем моря.
Климат
Климат характеризуется как семиаридный (BSk в классификации климатов Кёппена). Среднегодовая температура воздуха составляет 12 °C. Средняя температура самого холодного месяца (января) составляет −2,9 °С, самого жаркого месяца (июля) — 25,6 °С. Расчётная многолетняя норма атмосферных осадков — 290 мм. Наибольшее количество осадков выпадает в мае (50 мм).

## Население
Большинство населения составляют ассирийцы.
| Год переписи | Население          | Население          | Население          | Население            | Население            | Население            |
| Год переписи | Наличное население | Наличное население | Наличное население | Постоянное население | Постоянное население | Постоянное население |
| Год переписи | Всего              | Мужчины            | Женщины            | Всего                | Мужчины              | Женщины              |
| ------------ | ------------------ | ------------------ | ------------------ | -------------------- | -------------------- | -------------------- |
| 2001         | 1866               | 856                | 1010               | 2175                 | 1021                 | 1154                 |
| 2011         | 1803               | 865                | 938                | 1831                 | 884                  | 947                  |

| Год  | Численность | Численность |
| ---- | ----------- | ----------- |
| 1873 | 278         | [ 10 ]      |
| 1897 | 745         | [ 11 ]      |
| 1926 | 543         | [ 10 ]      |
| 1939 | 726         | [ 10 ]      |
| 1959 | 2974        | [ 10 ]      |
| 1979 | 3525        | [ 10 ]      |
| 1989 | 2200        | [ 12 ]      |
| 2001 | 2175        | [ 10 ]      |
| 2011 | 1831        | [ 13 ]      |